# M/S Scandinavian Star
M/S Scandinavian Star var en 141,6 meter lang bil- og passagerfærge på 10.513 bruttoregisterton bygget i Frankrig i 1971. Skibet blev verdenskendt da det blev ramt af en brandkatastrofe natten til den 7. april 1990 på vej til Frederikshavn fra Oslo, som kostede 159 personer livet. 482 besætningsmedlemmer og passagerer var om bord på færgen. 158 af dem mistede livet ved branden, mens yderligere én døde senere af sine kvæstelser. Langt de fleste omkom på grund af den giftige røg, som branden udviklede. Efterforskning har vist, at ilden var opstået flere forskellige steder på færgen, og at der dermed sandsynligvis var tale om en påsat brand. Siden branden har der været adskillige spekulationer om årsagen.
Politiet rettede mistanke mod en 37-årig dansk lastbilchauffør for at have påsat branden. Mistanken opstod, fordi han siden 1974 var dømt for i alt fem brandstiftelser, men der var ingen tekniske beviser, der pegede på, at han havde antændt skibet. I 1991 konkluderede Oslo Politi, at det var den danske lastbilchauffør Erik Mørk Andersen, der med stor sandsynlighed påsatte branden, som han selv omkom i. Først i juni 2014 trak norsk politi anklagen tilbage, efter at en ny gruppe efterforskere fra Oslo Politi havde kigget den gamle sag igennem og ikke fandt et bevismæssigt grundlag for at kunne konkludere, at branden var startet af den 37-årige lastbilchauffør.
Sikkerheden om bord på Scandinavian Star blev kritiseret, da det kom frem, at personalet hverken havde holdt brandøvelser eller var blevet instrueret i sikkerhedsudstyret. En del af skibets besætningsmedlemmer havde kun ringe kendskab til skibets sikkerhedsprocedurer. Mange af dem var ikke uddannede søfolk, og da de ikke talte engelsk, havde officererne dårlig mulighed for at kommunikere med dem. Den norske kaptajn, Hugo Larsen, den danske direktør, Ole B. Hansen, og den danske reder, Henrik Johansen, blev i 1993 dømt for overtrædelse af loven om skibes sikkerhed. De fik den daværende strengeste straf på seks måneders hæfte.
Pårørende til ofrene har kritiseret efterforskningen og mener, at branden var et forsøg på forsikringssvindel. Det samme mener den norske ekspertgruppe ”Efterforskning af mordbranden på Scandinavian Star”, der fremlagde resultatet af sine undersøgelser den 6. april 2013. Resultaterne og materialet fra ekspertgruppens rapport er efterfølgende blevet delt med politiet i Oslo. I 2015 besluttede Norges storting at nedsætte en undersøgelseskommission, der skal granske omstændighederne ved færgebranden.

## Ulykken
Scandinavian Star afgik den 6. april 1990 fra Oslo med kurs mod Frederikshavn. Mange passagerer har efterfølgende fortalt om det kaos der rådede under check-in. Færgen havde tidligere fungeret som casinoskib; der forestod stadig installationsarbejde om bord, og mange kahytter var umonterede. Desuden havde det været nødvendigt at optræne nyt mandskab på 10 dage. Et mandskab der bestod af søfolk af flere nationaliteter, som vanskeligt eller slet ikke kunne forstå hinandens sprog. Brandøvelser var ikke afholdt for den nye besætning, der arbejdede nat og dag med at gøre skibet klart. Dette betød også at skibet, der skulle være afsejlet kl. 19:30, først lagde fra kaj kl. 21:45. Om bord på færgen var 482 passagerer og besætning.
Natten til den 7. april befandt færgen sig i Skagerrak, da der omkring kl. 00:50 udbrød brand i noget sengetøj der lå i gangene. Denne brand blev slukket af den passager der opdagede branden. En portugisisk sømand, der kom ham til hjælp, udløste brandalarmen. Det viste sig imidlertid at denne var slået fra, da man havde erfaring med at berusede passagerer havde for vane at udløse den, og den skulle derfor udløses manuelt fra kommandobroen. Førstestyrmanden syntes ikke der var grund til at udløse alarmen i dette tilfælde, da der ikke var umiddelbar fare for passagerernes sikkerhed.
Omkring kl. 2 udbrød to nye brande på dæk 3, hvoraf den sidste helt sikkert var påsat. På grund af den dekorative og også brandfarlige loftsbeklædning spredte ilden sig hurtigt og gangene fyldtes med sort giftig røg fra selvsamme loftsbeklædning. Da de fleste passagerer på dette tidspunkt lå og sov i deres kahytter, døde mange af den giftige røg og ikke af selve ilden. Ilden bredte sig hurtigt op til dæk 4, og da der sivede røg ind på dæk 5 og 6 alarmeredes kommandobroen. Desværre havde besætningen – som tidligere nævnt – ikke gennemgået den nødvendige brandøvelse og derfor var der ingen koordineret indsats.
Røgen var så mættet af kulilte at personer som indåndede den mistede bevidstheden inden for 30 sekunder, og inden for 3 minutter havde indåndet en dødelig dosis. Samtidig indeholdt røgen store mængder af giftig blåsyre fra loftsbeklædningen, som skabte livstruende forhold for passagererne. Branden fortsatte op i skibet og ind i restaurantsektionen på dæk 6. Kahytterne havde hidtil været røgfri så længe dørene holdtes lukkede og ventilationsanlægget fungerede, men da ventilationen blev stoppet, muligvis først kl. 02.30, sivede røgen ind i kahytterne, og koncentrationen af kulilte og blåsyre nåede her et kritisk niveau ca. 15 minutter senere. Ventilationen blev stoppet da kaptajnen mente at den var med til at nære ilden med ilt, men standsningen var også en dødsdom over de passagerer der intetanende lå i deres kahytter. Branden fortsatte, men spredtes nu langsomt på grund af iltmanglen. Desuden bremsedes ilden af både vægge og lukkede døre. Branden var først fuldstændig slukket den 16. april kl. 16.00.
Klokken 02.24 udsendtes et SOS; færgen Stena Saga opfangede signalet, ankom som et af de første skibe til ulykkesstedet knap en halv time senere, og begyndte straks at samle overlevende op fra redningsbådene.
Klokken 03.28 meddelte den norske kaptajn Hugo Larsen at han ikke længere kunne blive om bord, og kaptajnen på færgen Stena Saga, Lennart Nordgren spurgte på radioen, om alle var kommet fra borde. Kaptajn Larsen svarede først, at det var de. "Også besætningen?", spurgte kaptajn Nordgren, og tilføjede "Bekræft". Igen svarede Kaptajn Larsen ja. Men da Stena Sagas kaptajn spurgte igen "Der findes altså ingen mennesker tilbage ombord?", svarede Larsen noget mere usikkert: "Så vidt vi har set: nej. Så, om der er flere ombord, det er helt umuligt at sige. Vi har i hvert fald fået alle med, som vi kender til - tror jeg".[kilde mangler] Faktum var, at der stadig var mere end 40 overlevende tilbage på dette tidspunkt. Denne melding betød desuden at der i første omgang ikke blev sendt røgdykkere til det brændende skib, selv om der stadig var mange overlevende tilbage om bord. Da de første brandmænd fra Sverige ankom til færgen med en helikopter omkring klokken 6, blev der fundet én passager, to portugisiske sømænd og to håndværkere, som tilsyneladende havde sovet fra hele ulykken. Til deres held lå deres kahytter i et område hvor ilden og røgen ikke havde været så slem. Andre steder på skibet flød det til gengæld med lig i gange og kahytter.[kilde mangler]
Kort efter ankomsten kaldtes kaptajnen tilbage til sit skib efter ønske fra brandmændene, der ikke kendte skibet og derfor havde brug for en guide. Om formiddagen d. 7.april, begyndte man at bugsere den stadig brændende færge ind til den svenske by Lysekil. Ud på eftermiddagen meldtes branden slukket. Men netop ved ankomsten til Lysekil sent på aftenen flammede en ny og igen uforklarlig brand op, denne gang i den forreste del af skibet og på kommandobroen. Branden blev næret af olie fra en hydraulikrør, der under mystiske omstændigheder var knækket. Først midt på dagen d. 8.april var alle brande slukkede, og arbejdet med at bjærge de 158 lig kunne begynde.

## Efterforskning og retssag
Umiddelbart efter katastrofen blev der afholdt søforklaring i København, idet Scandinavian Star tilsyneladende var ejet af et dansk selskab beliggende på Frederiksberg i København.[kilde mangler]
Den danske lastvognschauffør Erik Mørk Andersen, der var ombord, havde en tidligere dom for pyromani.
Det fik politiet til at rette mistanke mod ham.
Koldingenseren Lise Møller Pedersen, der også var ombord, afgav vidneforklaring til norsk politi, og i afhøringsrapporten hed det at "det var på vei til toalettet andre gang at hun så Mørk Andersen foran seg i korridoren".
Erik Mørk Andersen omkom i branden.
Det norske politi henlagde sagen om opståen af branden.
Politimester Willy Haugli konkluderede: "Alle andre muligheter enn den danske mannen er utelukket gjennom efterforskningen".
I Danmark kom det til en retssag, først ved Sø- og Handelsretten i slutningen af 1992 og siden i Højesteret i november 1993.
Tre personer blev idømt hver den maksimale straf af seks måneders hæfte for overtrædelse af loven om skibes sikkerhed.
Der var tale om dels kaptajnen Hugo Larsen, dels Ole Busch Hansen og Henrik Nygaard Johansen som henholdsvis direktør og ejer af kommanditselskabet K/S Scandinavian Star. Johansen og Hansen blev yderligere frakendt retten til rederidrift.

### Uofficielle undersøgelser
Efter at den officielle efterforskning og retssag sluttede, fortsatte en række privatpersoner med at grave i sagen. I begyndelse arbejdede en gruppe på tre personer med deres egen undersøgelse: den norske Terje Bergsvåg, svenskeren Hasse Magnusson og danskeren Mike Axdal.
Mike Axdal forlod ikke gruppen men begyndte sin egen efterforskning. Mike Axdal ville alene arbejde med ejer- og forsikringssiden, da dette var et dansk ansvar, mens branden var et norsk ansvar.
Axdal, der mistede sin far og en bror på Scandinavian Star, men som selv undgik at blive blandt de omkomne, kritiserede myndighederne for ikke at have et kriseberedskab klar i Frederikshavn og for dårlig koordinering mellem Norge, Sverige og Danmark af såvel de strafferetlige (eventuelt motiv for forsikringsbedrageri) og civilretlige aspekter (erstatningsspørgsmålet). Ved at søge om aktindsigt i et omfattende antal dokumenter fra myndighederne har Axdal blandt andet argumenteret for at komplicerede selskabskonstruktioner bag købet af Scandinavian Star ikke blev undersøgt til bunds, hverken af de ansvarlige for den strafferetlige efterforskning, Politiet på Frederiksberg, eller af de danske skattemyndigheder.
Brandtekniske eksperter fra Skansen Consult, ingeniørerne Håkon Winterseth og Ståle Eilertsen, udtalte i 2011 at sagen burde genoptages.
I april 2013 holdt den svenske og norske private undersøgelsesgruppe et større pressemøde i Oslo,
hvor de som ‘Stiftelsen Etterforskning av mordbrannen Scandinavian Star’ fremlagde en ny rapport om den 23 år gamle skibskatastrofe. Rapporten konkluderede at Erik Mørk Andersen ikke kunne have startet alle brandene ombord på skibet, dels fordi flere af brandene opstod steder hvor kun besætningen havde adgang, men også fordi flere af brandene opstod helt op til ni timer efter hans død. Nicolai Bjønness, den norske statsadvokat, blev i april 2013 ligeledes politianmeldt af stiftelsen, dette for at undgå at han igen ville kunne komme til at behandle sagen om branden, idet stiftelsen mente at han ikke havde levet op til sit ansvar som statsadvokat i sagen. Rapporten konkluderede også at Henrik Johansen, der i Danmark blev dømt som ejer af skibet, slet ikke ejede det. Skibet var solgt til SeaEscape ltd i USA med danskeren Niels Erik Lund som formand og var meget belejligt blevet forsikret for over dobbelt så meget som det var vurderet til at være værd. Der er aldrig rejst undersøgelse af Niels Erik Lund i Danmark, til trods for at en norsk højesteretsdommer sendte et åbent brev til den danske rigsadvokat i 2010, hvor han satte spørgsmålstegn ved netop ejerforholdene (som siden før ulykken har været opgjort korrekt i Lloyds registrering).[kilde mangler]

### Spørgsmål om skibets ejerskab
Mike Axdal har argumenteret for at skibet reelt var ejet af det amerikanske rederi SeaEscape, og at de erstatningsretlige søgsmål derfor rettelig skulle være anlagt i USA, hvor erstatningsniveauet er væsentligt højere end i Skandinavien.
Historikken omkring ejerforhold og forsikring:
30. marts 1990Stena sælger Scandinavian Star til SeaEscape.
30. marts 1990Niels-Erik Lund registreres som ansvarlig reder i Bahamas skibsregister.
30. marts 1990Store forsikringspræmier tegnes med adresse til Niels Erik Lunds Sea-Escape.
1. april 1990Scandinavian Star kommer i rute mellem Oslo og Frederikshavn. Af skattetekniske årsager er dette favorabelt for sælgeren Henrik Johansen, der dermed slipper for skat i forbindelse med salget af Vognmandsruten, som udløste 365 millioner kroner.
7. april 1990Scandinavian Star brænder.
Det var Danmarks opgave i tredelingen af sagen at afklare ejerforhold og operationelt ansvar.[kilde mangler]
Det blev påpeget at Frederiksberg Politi, som ikke har erfaring med og kendskab til sø-og handelsret, fik tildelt opgaven med at undersøge de komplicerede ejerforhold af daværende justitsminister Hans Engell.[kilde mangler]
Frederiksberg Politi var ifølge Danmarks Radio og Støttegruppen vidende om de rette ejerforhold, dvs. at Sea-Escape ejede skibet. SeaEscape har fastholdt at de var skibets ejer og operatør før, under og efter branden i 1990. Dette har SeaEscape også bekendtgjort i bladet Lloyds i 1990 ifølge støttegruppen.

### Spørgsmål om brandstiftelsen
De uofficielle undersøgelser har stillet spørgsmål om den officielle teori om brandenes opståen. Dvs. at de skulle være påsat af Erik Mørk Andersen.
Ifølge de nye teorier kan branden være påsat af besætningsmedlemmer.
Flere elementer er blevet fremdraget:
- Brandene opstod flere steder hvor kun besætningen havde adgang.[14]
- Flere af brandene opstod efter at alle passagererne var evakueret.[14]
- Erik Mørk Andersens obduktionsrapport viste at han formentlig døde efter brand nummer 2, mens seks brande blev påsat.[14]
- Den svenske indsatsleder Ingvar Brynfors oplevede at besætningen saboterede brandslukningen, dels ved at fjerne kiler fra dørene hvor brandmændenes brandslanger var ført igennem, dels ved ikke at oplyse om ekstra pumper i skibet, der kunne bruges i brandslukningen.[14]
- Den svenske brandekspert Pierre Palmberg fandt i 2006, at brandstifteren havde haft "indgående teknisk kendskab til skibet og dets installationer".[15] Han hævdede, at en hydraulikpumpe var sat i gang, der spredte hydraulikolie ud. Palmbergs vurdering blev i 2011 understøttet af to andre brandeksperter.[11]
- Da Lise Møller Pedersen så sin egen afhøringsrapport og Erik Mørk Andersens foto for første gang i 2006, beskyldte hun politiet for manipulation og sagde, at hun ikke kunne genkende Erik Mørk Andersen som manden hun så under branden.[16] I et brev til Folketingets Retsudvalg skrev hun at hun aldrig havde nævnt et navn.[17]
- Kort før branden var to centrale branddøre blevet blokeret med en kile og en træbjælke.[18]

Den svenske kriminaltekniker der arbejdede med Scandinavian Star, udtalte som pensionist i 2010 at han anså udpegningen af Erik Mørk Andersen som fejlagtig, og at det formodentlig var en sag om forsikringssvindel. Han udtalte ydermere at de aldrig fik tid til at undersøge sagen omkring hydraulikolien.

## Myndighedernes reaktioner
De uofficielle undersøgelser har fået reaktion fra myndighederne.
Rigsadvokatens seneste redegørelse til Folketingets Retsudvalg efter fremkomst af nye oplysninger forventes i november 2010.
Disse nye forhold er tidligere beskrevet i Danmarks Radio.
Rigsadvokaten indstillede i 2005 på baggrund af det da foreliggende materiale at der ikke skulle foretages yderligere undersøgelse af sagen: "Det er min opfattelse, at oplysningerne i sagen ikke giver grundlag for at antage, at yderligere efterforskning kan føre til, at der vil kunne rejses tiltale mod enkeltpersoner for overtrædelse af straffelovens § 180."
Sagen kom også op i Folketingets Retsudvalg den 17. august 2006. Justitsministeren havde tidligere afvist at rejse sagen, og Socialdemokraterne eller De Radikale ønskede heller ikke en ny undersøgelse.
Johan Bergs brev til den danske rigsadvokat i september 2010
Den tidligere norske dommer Johan Berg fastslog i et civilt søgsmål ved Oslo Tingsret at skibet på brandnatten 7. april 1990 ikke var ejet af den danske forretningsmand Henrik Johansen, som ellers i 1993 blev dømt som ansvarlig reder og ejer i Højesteret i København.
Johan Berg skriver bl.a. til hjælp for Rigsadvokaten:
| Citat | "1. Var det virkelig kjent for norske og danske myndigheter, at SeaEscape Cruises Ltd. var registrert eier av skibet? På hvilket grundlag har man da under etterforskningen funnet at andre selskaper var eiere? Dette synes ikke å følge av skipsregisterets registreringer. 2. Hvorfor ble det under sjøforklaringen opplyst at KS Scandinavian Sar var eier når dette ikke følger av skipsregisteret? Hvem opplyste det og på hvilket grunnlag? 3. På hvilket rettslig grunnlag drev operatøren skipet natten 7. april 1990 dersom han/hans selskap ikke var skipets formelle elle reelle eier – skipet var visstnok ikke betalt? 4. Har den mulig uriktige oppfatningen av eierskapet påvirket den senere klarlegging av fakta og motiv? 5. Hvem hadde økonomiske interesse i at skipet ble skadet, delvist eller totalt? 6. Hva skjedde egentlig om bord den fatale natten? 7. Hvorfor påtok Henrik Johansen sig ansvar i forbindelse med brannen og kommandittselskapet? Han må ha været klar over at skipet ikke var betalt på dette tidspunkt. Var det bassert på en oppfatning at han var eier, moralsk ansavrlig eller annet? 8. Hvem kontaktet Axdal under rettsforhandlingerne i Oslo og tilbød ham penger for å trekke saken? På dette tidspunktet var SeaEscape Cruises Ltd. konkurs og hadde ingen interesser i saken." | Citat |
|       | |       |

### Efter branden
Efter branden skiftede færgen navn og ejer flere gange inden den i 2004 blev hugget op i den indiske by Alang.
Rigsadvokaten udsendte 9. december 2010 en pressemeddelelse, hvori fremgår:

Ingen ny straffesag om Scandinavian Star

## 2020-dokumentarserie og mulig genåbning af sagen
I 2020 bragte Danmarks Radio, NRK i Norge og TV4 i Sverige en nordisk dokumentarserie i seks afsnit af i alt 6 timers varighed ved navn Scandinavian Star, som hovedsagelig er baseret på Politiken-journalisten Lars Bork Halskovs bog Branden - Gåden om Scandinavian Star. Dokumentaren gennemgik alle detaljer af forløbet og efterspillet og afdækkede myndighedernes svigt og mangelfulde efterforskning i sagen. Dokumentarserien fremførte adskillige oplysninger om, hvad der skete den nat, og om hvorfor sandheden om Scandinavian Star aldrig er kommet frem i lyset.
Blandt oplysningerne var :
- Flere brandeksperter mener i modsætning til myndighederne og deres brandeksperter, at der var mindst fire brande den nat, og det var ikke blot den samme brand, der ulmede op igen, men derimod individuelle brande, der blev påsat på forskellige tidspunkter. Brandeksperterne peger blandt andet på, at samme sektion af skibet brændte to gange, og de svenske brandfolk fastholder, at alle brande blev slukket mens skibet blev bugseret til Lysekil, men en enorm brand brød alligevel ud i et helt andet afsnit af skibet 5 timer efter det havde lagt til kaj.
- Der er ingen beviser, der peger på, at Erik Mørk Andersen påsatte en eneste af brandene, og Mørk Andersen omkom selv i brand nr. to.
- Flere brandeksperter og den danske Søfartsstyrelses hovedundersøger af branden, Flemming Thue Jensen, mener, at ingen af brandene blev antændt af en tilfældig pyroman men derimod af professionelle, der vidste, hvad de lavede, og som kendte skibet opbygning i detaljer. To forskellige branddøre var blokeret, så de ikke kunne lukke ordentligt, den ene med to madrasser, og den anden med en massiv klods, som kun skibets besætning havde adgang til. Disse to åbne branddøre sikrede lufttilførsel fra bildækket under branden, hvilket gav samme effekt som en brændeovn med luftspjæld under ildstedet. Samtidig blev brand nr. to startet et sted, hvor ventilationen muliggjorde hurtig spredning af ilden ud i en trappeskakt, derfra op på etagen ovenover og dernæst gennem en korridor på tværs af skibet til den modsatte side.
- Scandinavian Star blev (officielt) købt af skibsejer Henrik Johansen til en overpris af 21,7 millioner USD, og derfor kan der være et motiv til forsikringssvindel. Men det er aldrig blevet undersøgt til bunds af myndighederne. Kun én uge før branden var skibet blevet solgt til SeaEscape Ltd. for blot 10,3 millioner USD, og efter købet for 21,7 mio. blev skibet omgående kaskoforsikret for 24 millioner USD i det danske forsikringsselskab Fjerde Sø. En svensk repræsentant for PolFerries, der også var interesserede i at købe skibet i 1990, udtalte i 2020, at Scandinavian Star var "en trebenet hest", der absolut ikke var så mange penge værd, idet skibet både var gammelt, dårligt vedligeholdt og ikke en RO-RO-færge. Sidstnævnet er et alvorligt minus for en bilfærge, idet alle køretøjer skal bakke ud af færgen ved ankomsten i stedet for bare at kunne fortsætte ud gennem modsatte ende af skibet.
- Om morgenen den 7. april, mens brandfolkene var ved at slukke ilden, blev fire besætningsmedlemmer fløjet tilbage til skibet: chefelektrikeren, maskinchefen, maskinisten og kaptajn Hugo Larsen. De sagde, at de ville hjælpe brandfolkene, men chefelektrikeren og maskinchefens opførsel var højst besynderlig. Chefelektrikeren fulgte efter brandfolkene og var meget opsat på at sparke trækiler væk under branddørene. Kilerne var blevet anbragt af brandfolkene for deres egen sikkerheds skyld. Ydermere forsvandt alle fire besætningsmedlemmer som tiden gik, og ingen af brandfolkene så dem igen den dag.
- Ifølge flere svenske brandmænd og bjærgningsarbejdere dukkede tre ukendte mænd frem fra skibet om natten efter ankomsten til Lysekil. De forsvandt i en bil så hurtigt, at brandfolkene ikke kunne nå at alarmere politiet. Kort tid efter udbrød en enorm brand i skibets restaurant, der hurtigt blev så voldsom, at de svenske brandfolk først fik den slukket mere end 12 timer senere. Ifølge brandfolkene havde der ikke tidligere været ild i den del af skibet på noget tidspunkt.
- Scandinavian Star og hendes søsterskibe var udsat for adskillige store og mistænkelige brande under deres tid som krydstogtskibe i det caribiske hav. I 1984 brændte skibet M/S Scandinavian Sea helt ned og dets værdi blev nedskrevet til nul (hvilket betød, at den fulde forsikringssum blev udbetalt).
- Scandinavian Star var langt fra at være sødygtig, da det påbegyndte sin rute den 1. april, og passagerernes sikkerhed havde kun lav prioritet. Da skibet lå i Cuxhaven i Tyskland i marts, kom en skibsinspektør fra det norske forsikringsselskab Skuld ombord. Efter endt inspektion udfærdigede han en liste over mangler, der skulle udbedres, før skibet kunne få en ansvarsforsikring endsige sejle med passagerer. Blandt disse mangler var bl.a. branddøre, der ikke lukkede, som de skulle, rustne sprinklersystemer der ikke kunne testes, en vigtig branddør der var blevet erstattet af en ineffektiv glasdør og det faktum, at ikke en eneste brandøvelse havde fundet sted. Underligt nok besluttede Skuld alligevel at ansvarsforsikre skibet til trods for inspektørens rapport.
- Ifølge både den danske og den norske søfartsstyrelse var ingen af dem informeret om Scandinavian Star, og derfor havde der heller ikke fundet nogen inspektion sted af skibet, da det begyndte sin rutefart. Skibet sejlede under Bahamas-flag, og derfor var det, ifølge den danske søfartsstyrelse, kun underlagt de langt mindre strenge sikkerhedskrav i Bahamas, ligesom det heller ikke var hverken den danske eller den norske søfartsstyrelses opgave at inspicere skibet. Men i dokumentarserien hævder den tidligere forbundssekretær og senere formand for Sømændenes Forbund, Henrik Berlau, at den danske søfartsstyrelse kendte til Scandinavian Star inden skibet blev sat i rute i den første uge af april 1990. Men styrelsen valgte at fortie sin viden efter katastrofen, fordi det måske kunne gøre den danske stat erstatningsansvarlig, fremførte Henrik Berlau. Han siger, at han har sin viden fra Søfartsstyrelsens daværende ledelse, og at styrelsen udskød det lovpligtige syn af skibet med to uger. Men så brændte skibet i mellemtiden natten til 7. april 1990 inden kontrollen.  I dag siger Søfartsstyrelsen til Henrik Berlaus oplysninger, at styrelsen ikke fandt noget i arkiverne, der indikerer, at der var medarbejdere, som havde set skibet eller været til stede ved skibet.

Den 9. maj 2020 førte dokumentarserien til, at et flertal i det danske folketing anmeldte en forespørgselsdebat om sagen, bl.a. mhp. at spørge regeringen om, hvad status er på opklaringen af sagen, og hvad regeringen har tænkt sig at gøre for at komme en opklaring nærmere.

## Populærkultur
- Romanen Penge på lommen (2020) af Asta Olivia Nordenhof handler om Scandinavian Star.[28]